# 동중 원소
동중 원소(同重元素, Isobar)는 원자 번호는 다르지만 원자 질량, 즉 양성자와 중성자 수의 합이 같은 화학 원소이다. 동중 원소의 예로는 40S, 40Cl, 40Ar, 40K, 40Ca 등이 있다.

## 같이 보기
- 동위 원소
- 동중성자 원소
- 이성질핵
- 마법수
- 전자 포획